# Cephalopterus penduliger
El paragüero corbatudo (Cephalopterus penduliger), también denominado pájaro-paraguas longipéndulo (en Ecuador), paragüero del Pacífico o toropisco del Pacífico (en Colombia), o también pájaro bolsón, pájaro toro, dungali o vaca de monte, es una especie de ave paseriforme de la familia Cotingidae, una de las tres del género Cephalopterus. Es nativo del noroeste de América del Sur.

## Distribución y hábitat
Se distribuye por la pendiente del Pacífico desde el suroccidente de Colombia (hacia el sur desde Valle del Cauca) hasta la provincia El Oro en Ecuador. Considerada como una especie con un alto nivel de endemismo y restringida en la zona biogeográfica del Chocó.
Esta especie es considerada rara y local en su hábitat natural, el dosel y  los bordes de selvas montanas y de estribaciones montañosas, principalmente entre los 200 y los 1100 m de altitud, y en ciertas zonas de Colombia hasta los 1800 m.

## Descripción
El macho mide aproximadamente entre 40 y 42 cm de longitud, mientras que la hembra mide de 35,5 a 37 cm; esta especie es menor que sus congéneres con una cola corta; tanto macho como hembra poseen iris pardo oscuro. El macho generalmente tiene astiles de color negro en las plumas y la carúncula más larga que la hembra (20-30 cm), el macho logra controlar la longitud de la carúncula de tal manera que puede acortar la carúncula según su voluntad, ya que esta siempre se aparta en el vuelo del ave; y un carácter de la hembra es que carece de penacho en el cuello; por otra parte, ya sea machos como hembras en estado inmaduro pueden o no presentar la carúncula. Esta ave posee una prominente cresta levantada sobre la cabeza; esta cresta está conformada por plumas similares a pelos. 
Dado su distribución es una especie que puede ser confundida con una especie de ave mucho más rara, como el cuervo higuero golirrojo (Querula purpurata).
La duración de vida de esta especie es hasta los diez años.

### Vocalización
Tanto hembras como machos suelen agruparse en leks que emplean habitualmente en la región intrínseca del bosque montano; donde constantemente trasmiten un sonido muy preparado y grave como: «buuu» o «üuuum» originado por el encorvamiento en su percha y la prolongación de su gran cresta. Algunas veces se suele escuchar tanto en machos como en hembras ligeros rezongos; generalmente este sonido se da cuando se atosigan unos a otros.

## Comportamiento
El comportamiento en tanto en el aspecto de la anidación, la hembra suele pasar un gran tiempo en el cuidado y mantenimiento del nido a través de un rápido sondeo. Además en el empollamiento la hembra suele pavonear y bostezar comúnmente; sin embargo estos movimientos se dan de manera muy rápida de tal forma que la hembra mantiene un gran nivel de atención hacia su cría.
Es un ave territorial considerando que para realizar el proceso de la cópula los machos ocupan un árbol de demostración y de esa manera conquista a la hembra a través de potenciales gritos y manifestaciones visuales.

### Alimentación
Usualmente son aves que se alimentan de frutos grandes. Las familias como Arecaceae, Lauraceae, Myrtaceae poseen frutos que suelen ser escogidos por esta especie, sin embargo también consumen frutos más pequeños, e incluyen invertebrados y vertebrados pequeños.

### Reproducción
Es ovípara y la tasa de reproducción en el género Cephalopterus suele ser muy baja y se conoce que solo pone un huevo por camada.
El sistema de apareamiento generalmente es dado en leks para la reproducción. Debido a que todas las aves se reproducen mediante un lek, los machos de esta especie se congregan en zonas habituales (leks) para exhibirse. Mientras que las hembras suelen ser muy solitarias y raramente visitan a los leks.
Se dice que la hembra selecciona a machos con prominentes rasgos secundarios como la agresividad y competencia territorial; siendo estos indicadores de mejores genes, por ende se indica que esta selección de estos machos conlleva una disminución acelerada de la variación en calidad de genes de los machos. El fuerte potencial que las hembras tienen en los leks dispersos para elegir machos es mucho mayor que en los leks tradicionales; esto se debe a que se beneficia de los recursos de territorio del macho durante la visita; en cambio el potencial que los machos tienen frente a los leks es menor, esto genera que las hembras se queden por un gran período de tiempo y logren realizar un estudio de la calidad fenotípica del macho según sus particularidades y por ende incrementa la ventaja electiva de pareja y de esta manera no existiría disminución en la variación genética.
En el nido, la hembra suministra alimentos en un promedio de una vez por hora e incluye invertebrados como vertebrados o regurgitados.  Solamente la hembra participa en las actividades de anidación por ende no hay cuidado parental. En cuanto a la incubación esta ave tiene un período de 27- 28 días.

### Observaciones
Esta ave es muy rara y por ende se desconocen varios aspectos de su evolución y ecología.

## Estado de conservación
El paragüero corbatudo ha sido calificado como «vulnerable» por la Unión Internacional para la Conservación de la Naturaleza (UICN) debido a la sospecha de que su población total, estimada entre 7500 y 15 000 individuos maduros, se encuentre en rápida y continua decadencia debido a la perdida de hábitat y presiones de caza. En Colombia la población se estima inferior a los 2500 individuos.

### Amenazas
Las principales amenazas son la fragmentación y deforestación del hábitat generado por un alto grado de extirpación de madera y expansión de la industria ganadera y agrícola que han provocado una disminución de manera significativa en las áreas de bosques que poseen condiciones óptimas para determinar los leks y donde la cacería tiene un nivel bajo de presión.

### Acciones de conservación
Es necesario tomar las medidas precisas para la preservación de esta especie. Se señala que probablemente dentro de la Reserva étnica Awá el estado de la población de esta especie es desconocida, sin embargo los Awá son cazadores, por lo que posiblemente la especie corre riesgo, al igual que en otras reservas como en la Reserva ecológica Cotacachi-Cayapas y la Reserva ecológica Mache-Chindul. Por ende debería existir la realización de proyectos de conservación en la Reserva, además de programas de educación ambiental, y monitoreo de las poblaciones en las diferentes zonas que esta especie se localiza. Un punto muy importante para el mantenimiento de estas especies es la introducción de árboles nativos en la Costa.

## Sistemática

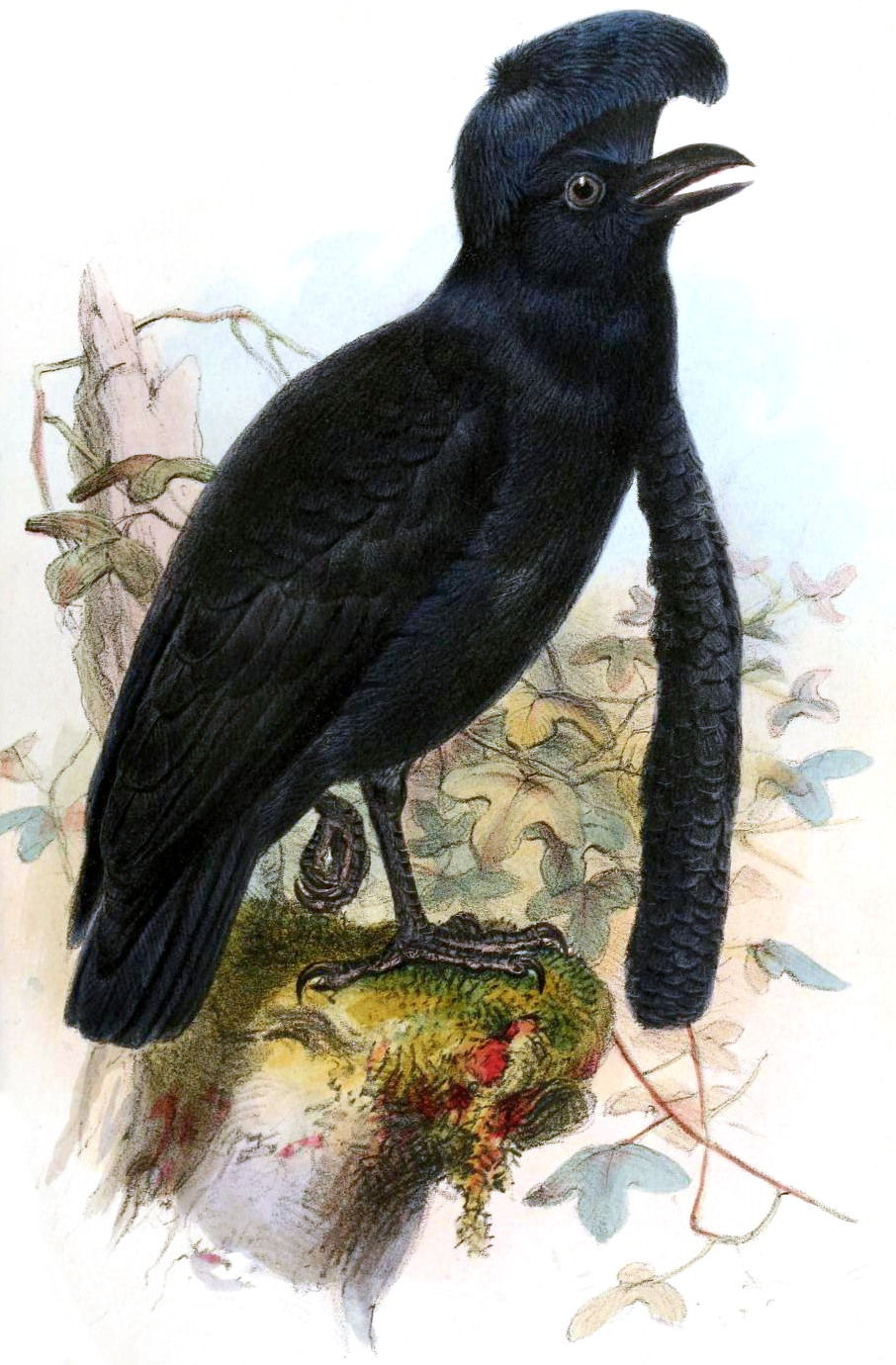
Cephalopterus penduliger, ilustración de Wolf para The Ibis, 1859.

### Descripción original
La especie C. penduliger fue descrita por primera vez por el zoólogo británico Philip Lutley Sclater en 1859 bajo el mismo nombre científico; la localidad tipo es «Pallatanga, Chimborazo, Ecuador.»

### Etimología
El nombre genérico masculino «Cephalopterus» se compone de las palabras del griego «kephalē» que significa ‘cabeza’, y «pteron» que significa ‘plumas’;  y el nombre de la especie «penduliger», se compone de las palabras del latín «pendulus» que significa ‘pendiente’, ‘que cuelga’  y «ger, gerere» que significa ‘sostener’, ‘cargar’.

### Taxonomía
Es monotípica.